# Blabicentrus hirsutulus
Blabicentrus hirsutulus là một loài bọ cánh cứng trong họ Cerambycidae.